# Jan Sandström
Jan Sandström (* 25. Januar 1954 in Vilhelmina) ist schwedischer Musiker, Komponist und Musikpädagoge.

## Leben
Jan Sandström, aufgewachsen in Stockholm, begann seine Studien bei Valdemar Söderholm. Von 1974 bis 1976 studierte er Kontrapunkt und Schulmusik in Piteå. An der Königlich Schwedischen Musikakademie studierte er von 1978 bis 1982 Musiktheorie und von 1980 bis 1984 Komposition bei Gunnar Bucht, Brian Ferneyhough und Pär Lindgren. Seit 1982 unterrichtet Jan Sandström an der Musikhochschule Piteå (einer Fakultät der Technischen Universität Luleå) Komposition und Musiktheorie; von 1985 bis 1989 war er als Musikpädagoge und Komponist beschäftigt, seit 1989 ist er Professor für Komposition.

## Werke (Auszug)
- Acintyas (1986), Streichorchester
- Trombone Concerto No 1 (Motorbike Concerto) (1988–1989)
- Det är en ros utsprungen (Es ist ein Ros entsprungen) (1990), Chor a cappella
- Bombi Bitt (1991–1992), Oper
- Trombone Concerto No 2 (Don Quichote) (1994)
- My Assam Dragon (Saxophonkonzert) (1994)
- Messen (1995), Chor a cappella
- Te Deum (1996), Chor und Orchester
- MacBeth2 (1997–1999), Oper
- K. Beschreibung eines Kampfes (2005), Oper
- Sång till Lotta, Posaune und Klavier